# C. Subramaniam

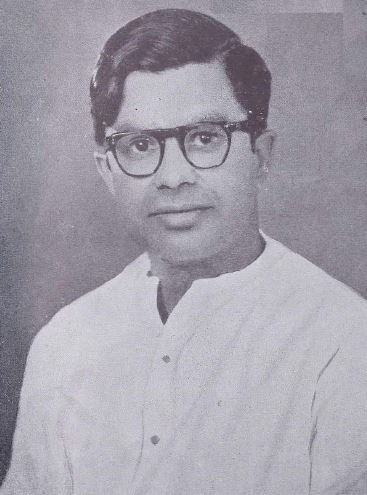
Chidambaram Subramaniam (1954)

C. Subramaniam (Chidambaram Subramaniam; * 30. Januar 1910 in Senguttaipalayam, Madras; † 7. November 2000 in Chennai, Tamil Nadu) war ein indischer Politiker der Kongresspartei. Er gilt als Vater der „Grünen Revolution“ seines Landes.

## Leben
Subramaniam wurde als Sohn von Chidambara Gounder und seiner Frau im Dorf Senguttaipalayam im südindischen Distrikt Coimbatore geboren. Er ging in Pollachi zur Schule. In Chennai graduierte er am Presidency College als BSc in Physik.
Unter C. Rajagopalachari erlernte er die Grundregeln von Politik und Verwaltung. C. Subramaniam war an der Erstellung der indischen Verfassung, die 1950 in Kraft trat, beteiligt. Von 1952 bis 1962 war er mehrfach Minister (für Bildung, Justiz und Finanzen) und Parlamentsführer im Bundesstaat Madras. Subramaniam wurde 1962 in das Lok Sabha (Unterhaus des indischen Parlaments) gewählt und war Minister für Stahl und Bergbau. Er hatte in seiner politischen Karriere weitere Ministerämter inne. Als Landwirtschaftsminister (1964–67) trieb ab 1965 die „Grüne Revolution“ voran, deren Erfolg sich unter anderem 1972 in einer Rekordernte von Weizen zeigte. Während der Notstandszeit Ende der 1970er Jahre war er Finanzminister Indiens.
Im Jahr 1990 wurde er zum Gouverneur von Maharashtra ernannt, musste jedoch 1993 zurücktreten, nachdem ein Zeitungsreporter zufällig eine lockere Bemerkung Subramaniams über den Stil des damaligen indischen Premiers P. V. Narasimha Rao mithörte.
In der Folge war Subramaniam weiter im öffentlichen Leben vertreten. So leitete er Bharatiya Vidya Bhavan und die Ramakrishna-Mission.
Im Jahr 1998 erhielt C. Subramaniam den höchsten indischen Staatsorden Bharat Ratna.